# Buenavista de Valdavia
Buenavista de Valdavia ist ein Ort und eine nordspanische Gemeinde (municipio) mit 296 Einwohnern (Stand: 2024) in der Provinz Palencia der Autonomen Gemeinschaft Kastilien-León. Zur Gemeinde gehören neben dem gleichnamigen Hauptort die Ortschaften Arenillas de San Pelayo, Barriosuso, Polvorosa de Valdavia und Renedo de Valdavia.

## Lage und Klima
Buenavista de Valdavia liegt in der altkastilischen Meseta in einer Höhe von ca. 925 m am Río Valdavia. Die Provinzhauptstadt Palencia befindet sich gut 66 km (Fahrtstrecke) südsüdöstlich. Das Klima im Winter ist kühl, im Sommer dagegen trotz der Höhenlage gemäßigt bis warm; Niederschläge (ca. 693 mm/Jahr) fallen überwiegend im Winterhalbjahr.

## Bevölkerungsentwicklung
| Jahr      | 1970 | 1981 | 1991 | 2001 | 2011 | 2021 |
| Einwohner | 371  | 554  | 487  | 424  | 380  | 304  |

## Sehenswürdigkeiten
- Burg von Agüero
- Justus-und-Pastor-Kirche in Buenavista
- Johannes-der-Täufer-Kirche in Buenavista
- Johannes-der-Täufer-Kirche in Barriosuso de Valdavia
- Jakobuskirche in Polvorosa de Valdavia
- Pelagiuskirche in Arenillas de San Pelayo (Prämonstratenserkloster)
- Stephanuskirche in Renedo de Valdavia
- Marienkapelle

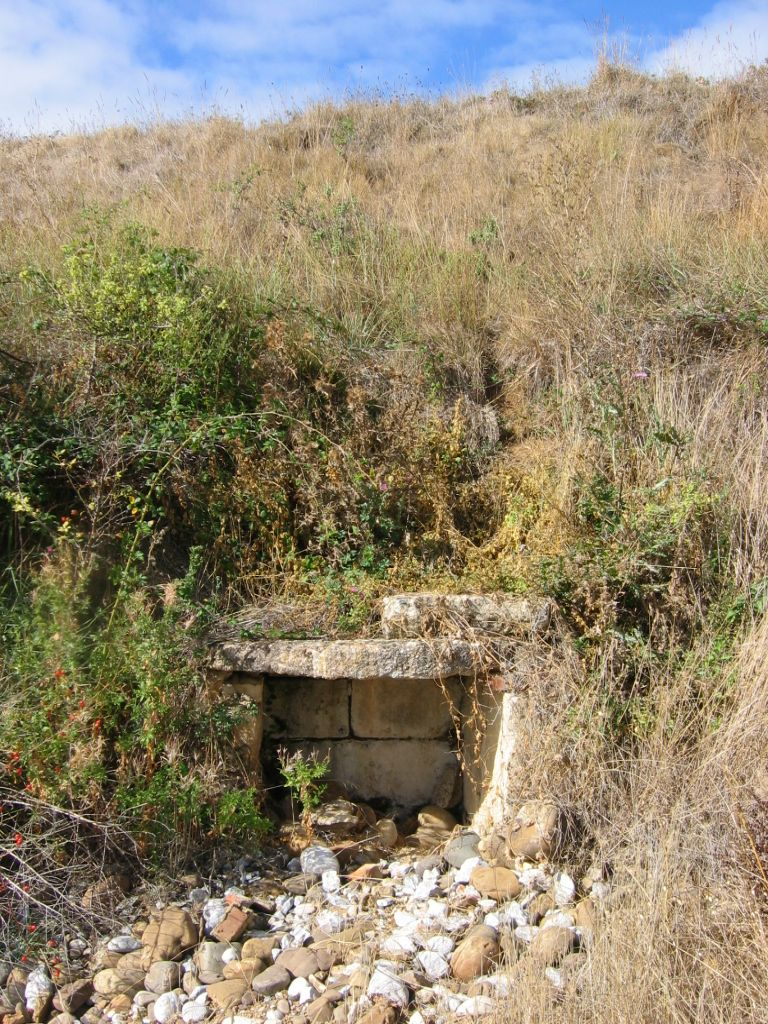
Reste der Burganlage von Agüero
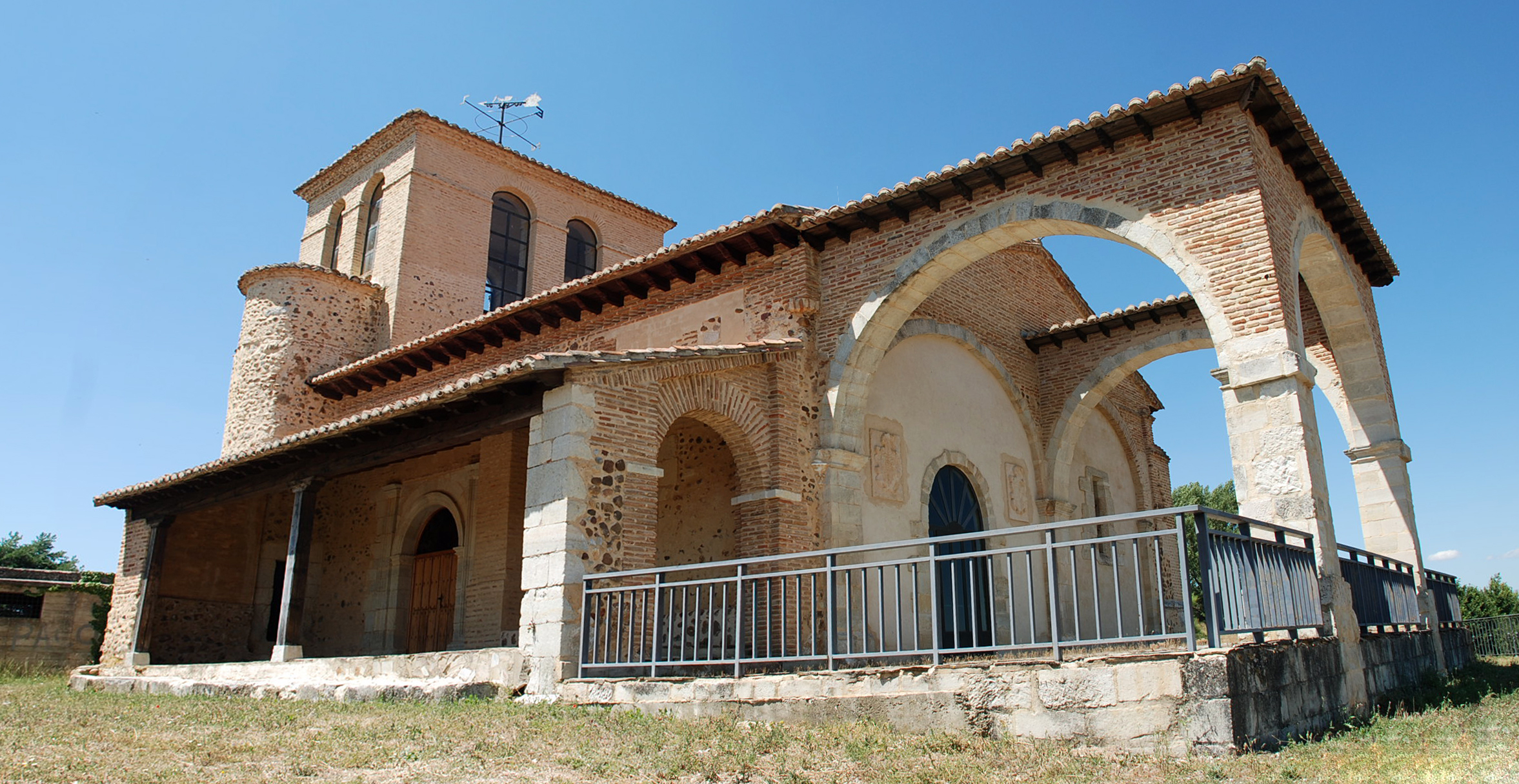
Justus-und-Pastor-Kirche
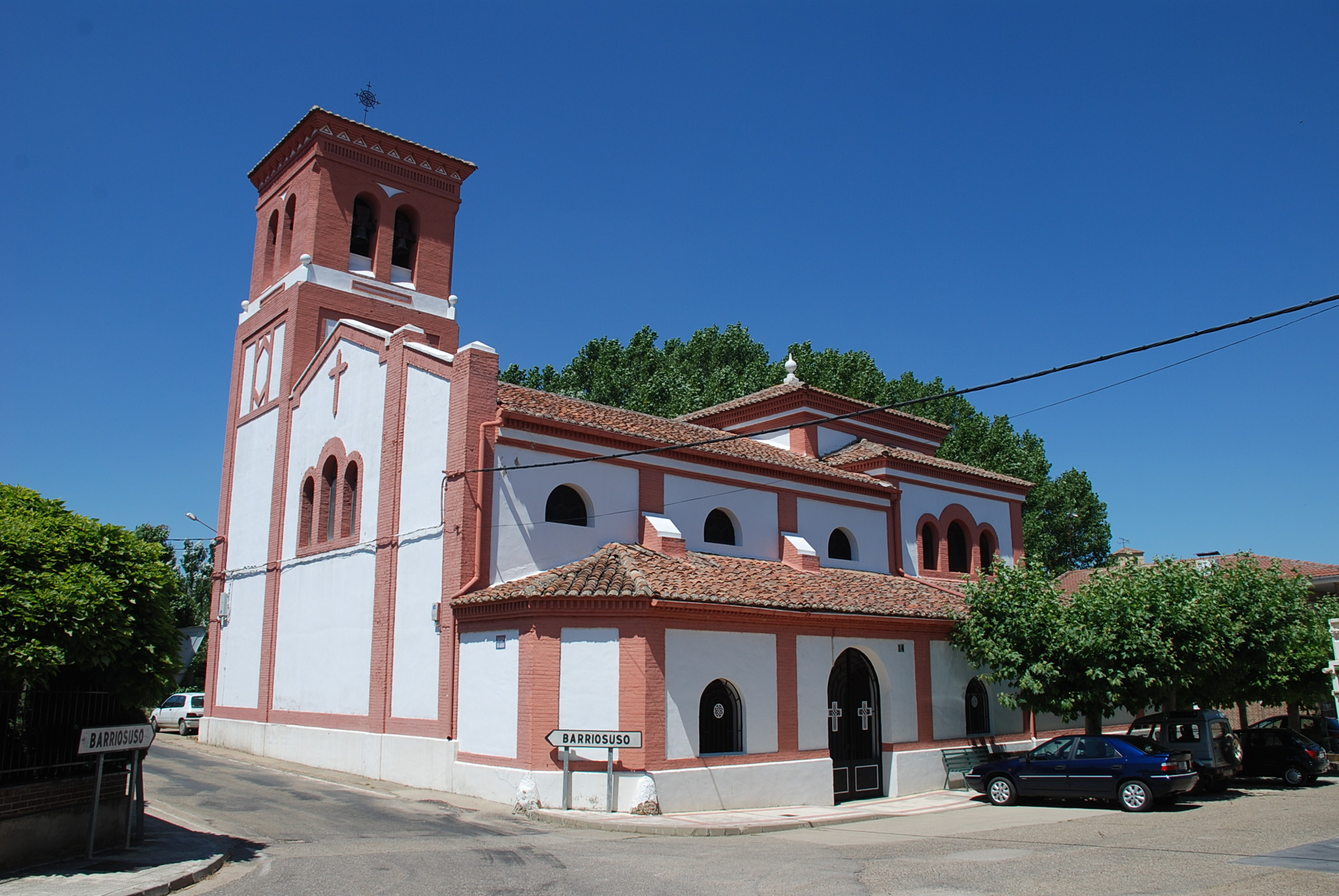
Johannes-der-Täufer-Kirche in Buenavista
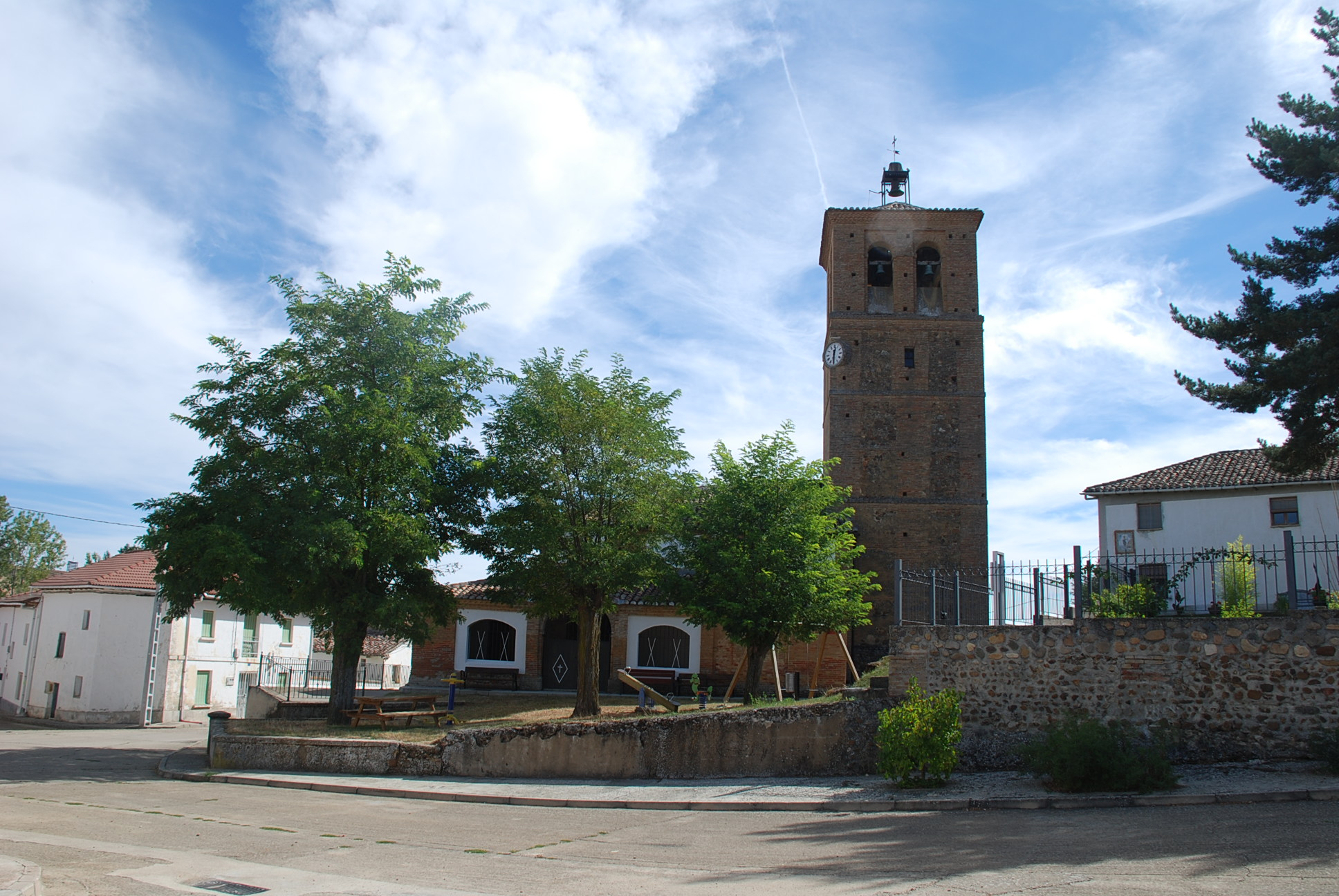
Johannes-der-Täufer-Kirche in Barriosuso de Valdavia
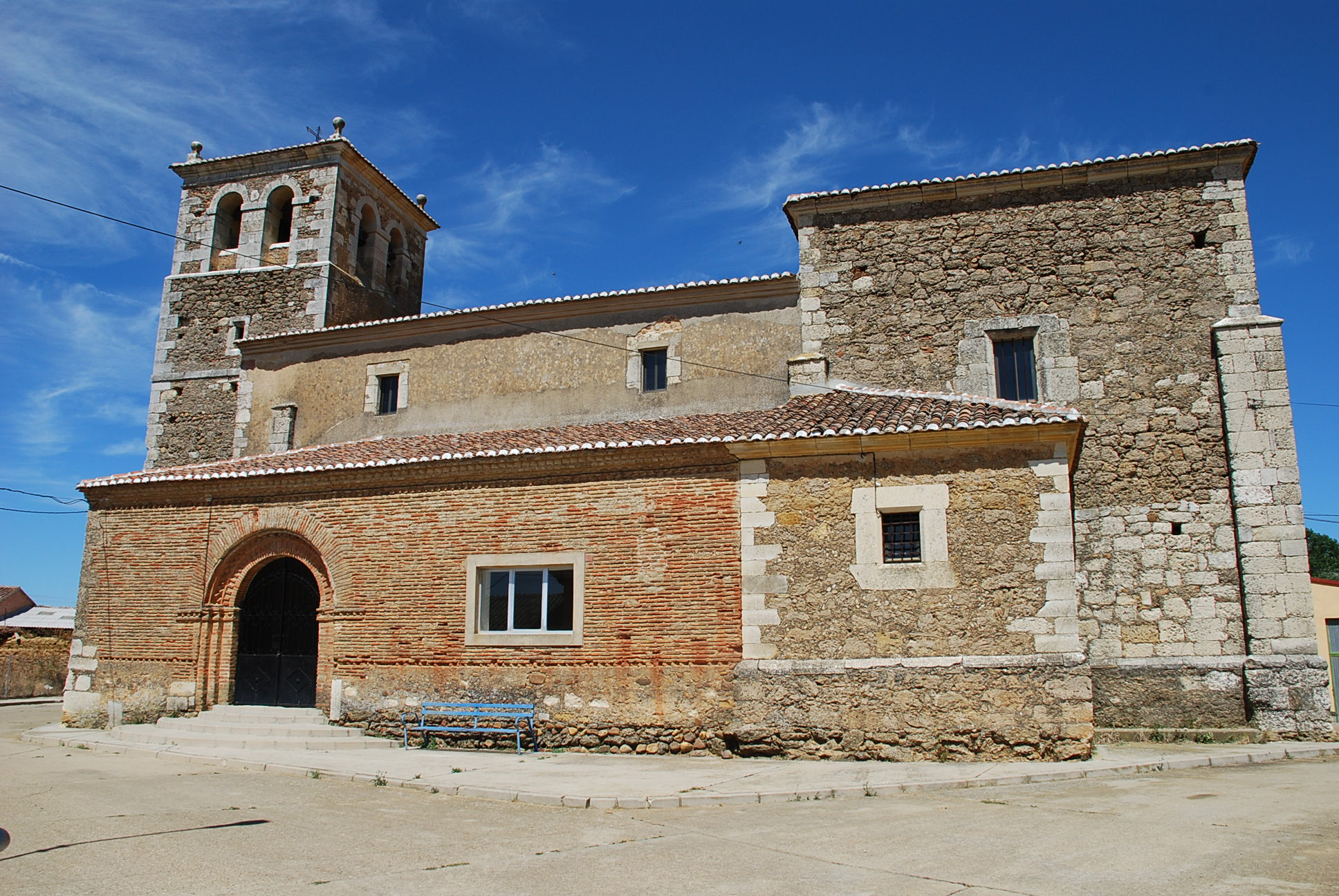
Jakobuskirche
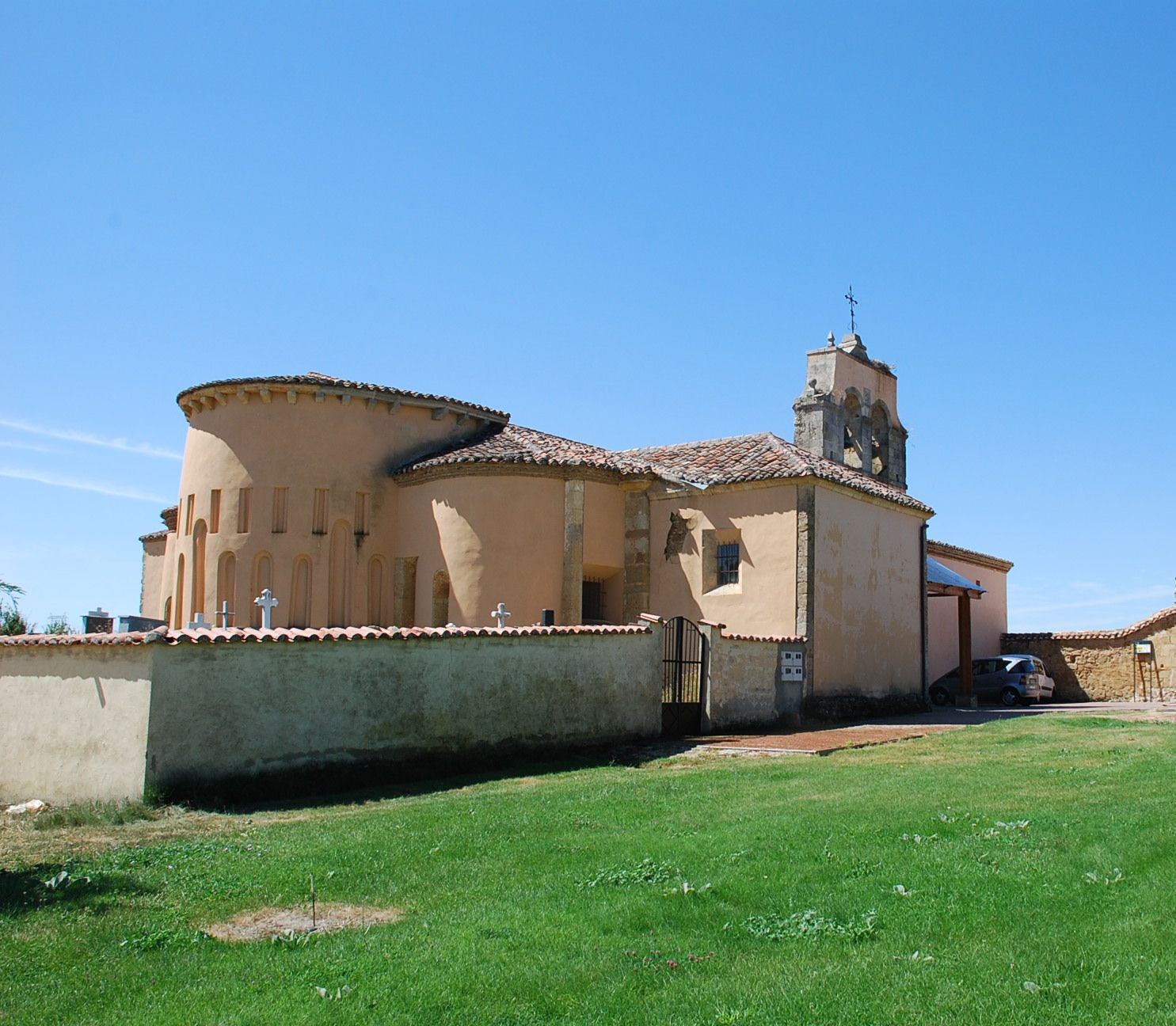
Pelagiuskirche
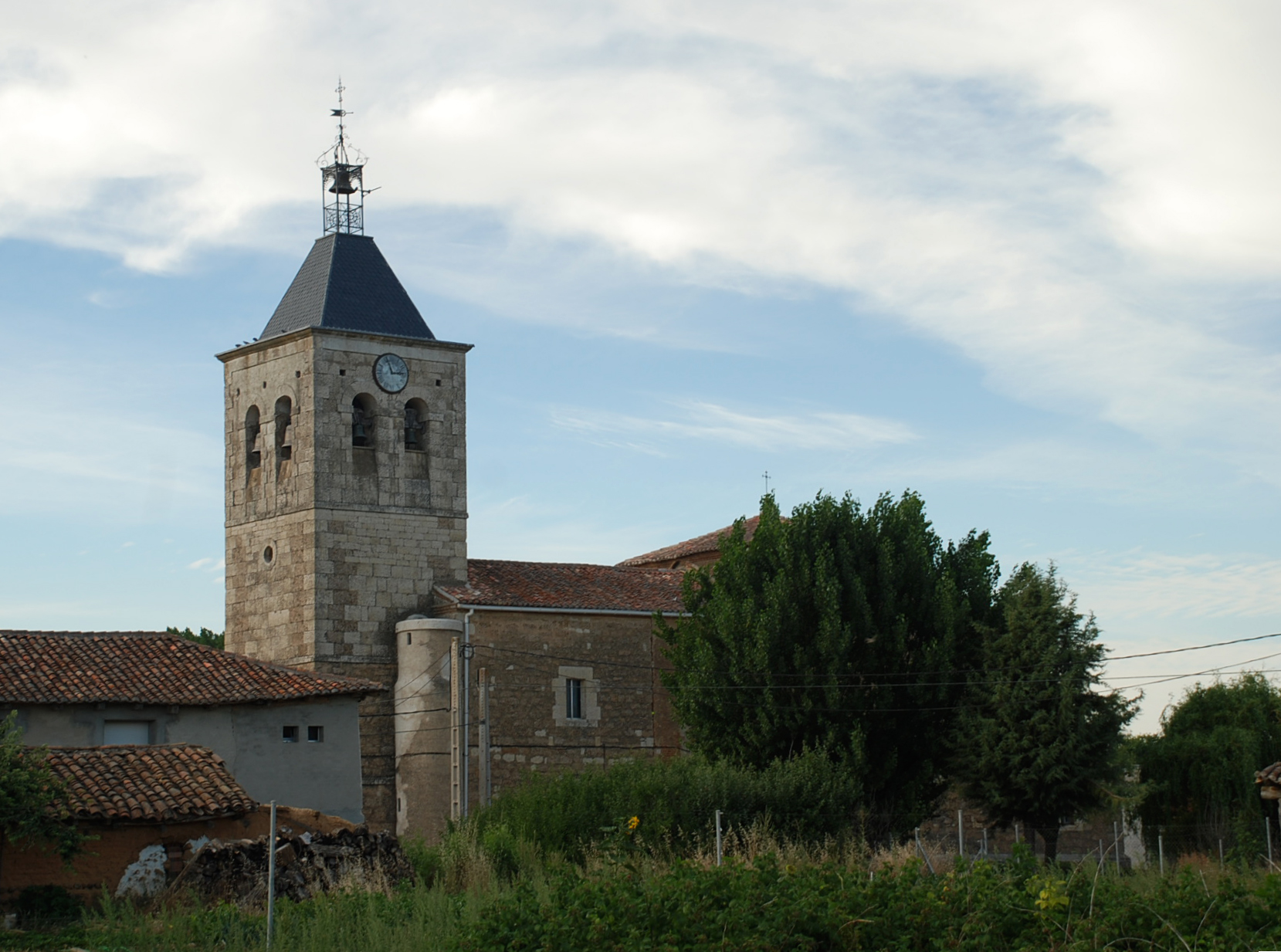
Stephanuskirche
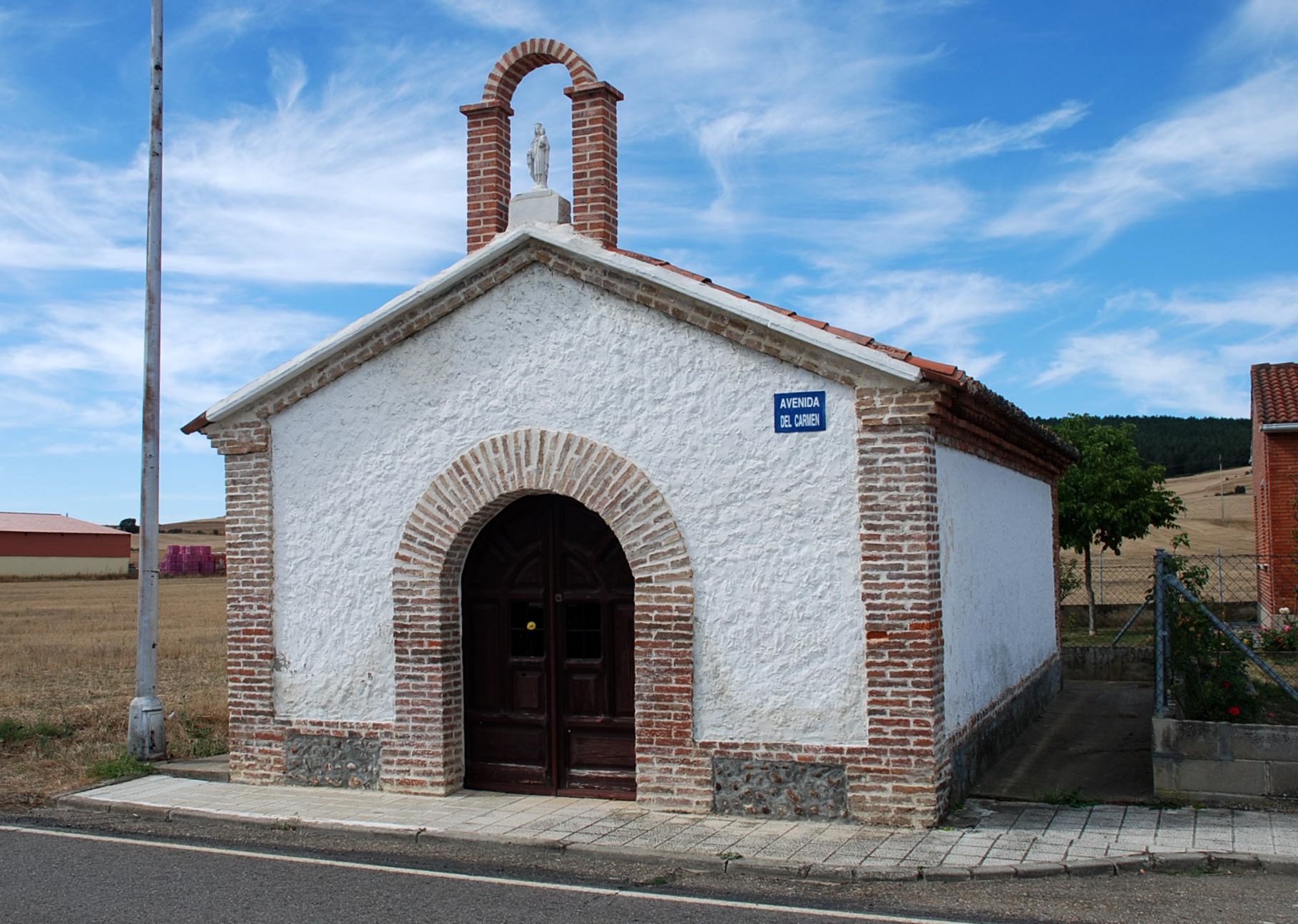
Marienkapelle
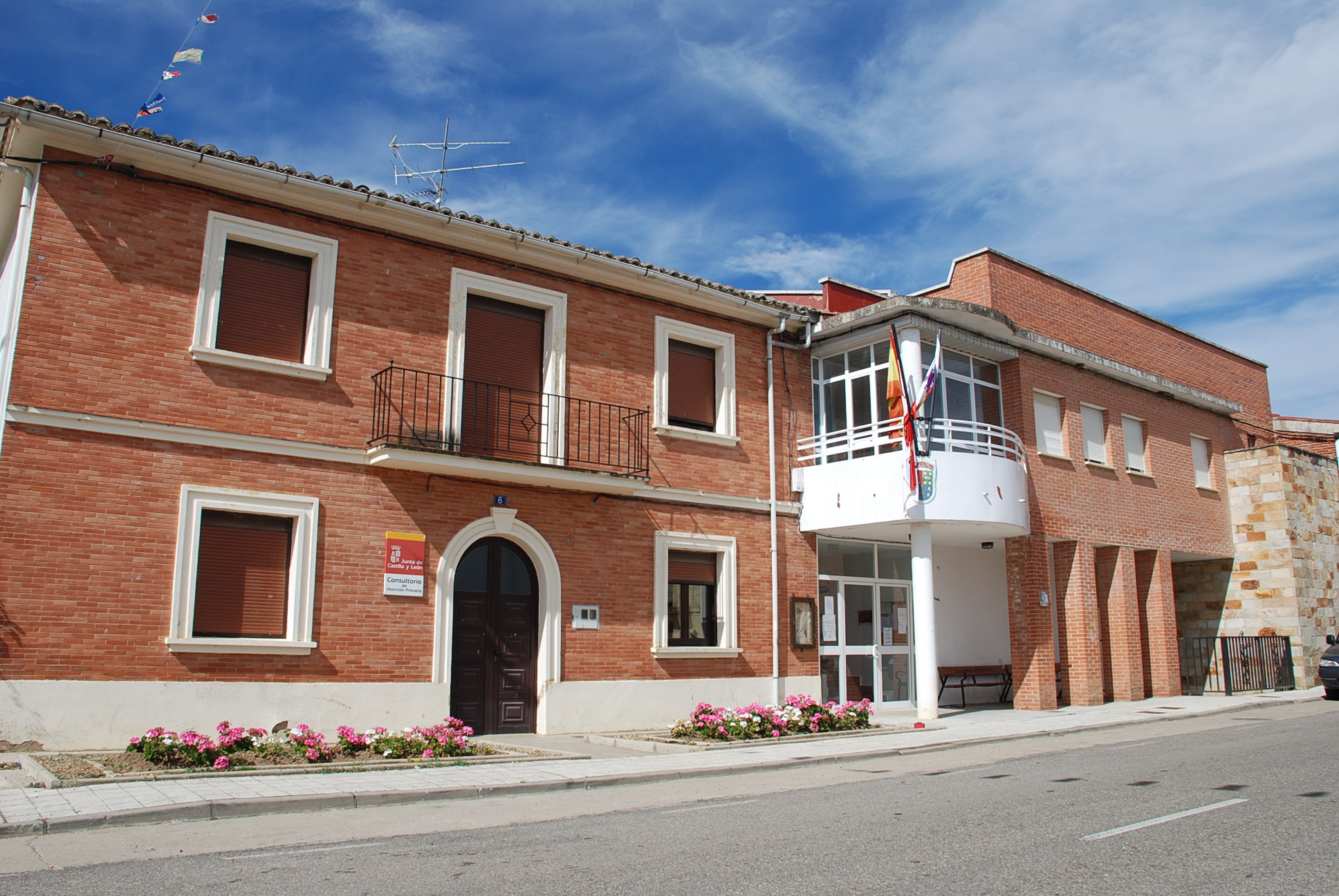
Rathaus

## Persönlichkeiten
- Anselmo Polanco (1881–1939), Augustinermönch und Bischof von Teruel (1935–1939)